# Palma Sola, Chicontepec
Palma Sola är en ort i Mexiko.   Den ligger i kommunen Chicontepec och delstaten Veracruz, i den sydöstra delen av landet, 210 km nordost om huvudstaden Mexico City. Palma Sola ligger 74 meter över havet och antalet invånare är 389.
Terrängen runt Palma Sola är platt åt nordost, men åt sydväst är den kuperad. Runt Palma Sola är det ganska tätbefolkat, med 65 invånare per kvadratkilometer. Närmaste större samhälle är La Ceiba, 18,1 km söder om Palma Sola. Trakten runt Palma Sola består till största delen av jordbruksmark.